# Miguel Loureiro
Miguel Loureiro Ameijenda (Cerceda, 21 novembre 1996) è un calciatore spagnolo, difensore del Deportivo La Coruña.

## Carriera
Nella stagione 2013-2014 ha fatto parte della rosa del Bergantiños, squadra della quarta divisione spagnola. Nel 2014 è stato acquistato dal Celta Vigo, dove ha giocato per un anno nelle giovanili del club galiziano. L'anno successivo si è trasferito al Pontevedra, che inizialmente lo ha aggregato alla squadra riserve, promuovendolo poi in prima squadra nel 2016. Nel 2017 si è accasato al Córdoba, con cui ha esordito in Segunda División il 20 dicembre 2017, in occasione dell'incontro vinto 5-0 contro il Reus. In due stagioni ha totalizzato 39 presenze tra campionato e coppa. Dal 2019 al 2022 ha militato nella terza divisione spagnola con l'FC Andorra, per due stagioni, e con il Racing Ferrol. Il 1º agosto 2022 ha firmato un contratto biennale con il Lugo, in seconda divisione.

## Statistiche

### Presenze e reti nei club
Statistiche aggiornate al 5 dicembre 2022.
| Stagione          | Squadra           | Campionato        | Campionato | Campionato | Coppe nazionali | Coppe nazionali | Coppe nazionali | Coppe continentali | Coppe continentali | Coppe continentali | Altre coppe | Altre coppe | Altre coppe | Totale | Totale |
| Stagione          | Squadra           | Comp              | Pres       | Reti       | Comp            | Pres            | Reti            | Comp               | Pres               | Reti               | Comp        | Pres        | Reti        | Pres   | Reti   |
| ----------------- | ----------------- | ----------------- | ---------- | ---------- | --------------- | --------------- | --------------- | ------------------ | ------------------ | ------------------ | ----------- | ----------- | ----------- | ------ | ------ |
| 2013-2014         | Bergantiños       | TD                | 28         | 2          |                 | -               | -               |                    | -                  | -                  |             | -           | -           | 28     | 2      |
| 2015-2016         | Pontevedra B      | TD                | 14         | 3          |                 | -               | -               |                    | -                  | -                  |             | -           | -           | 14     | 3      |
| 2015-2016         | Pontevedra        | SDB               | 7          | 0          | CR              | 1               | 0               |                    | -                  | -                  |             | -           | -           | 8      | 0      |
| 2016-2017         | Pontevedra        | SDB               | 35+2       | 0          |                 | -               | -               |                    | -                  | -                  |             | -           | -           | 37     | 0      |
| Totale Pontevedra | Totale Pontevedra | Totale Pontevedra | 42+2       | 0          |                 | 1               | 0               |                    | -                  | -                  |             | -           | -           | 45     | 0      |
| 2017-2018         | Córdoba           | SD                | 14         | 0          | CR              | 2               | 0               |                    | -                  | -                  |             | -           | -           | 16     | 0      |
| 2018-2019         | Córdoba           | SD                | 19         | 0          | CR              | 4               | 0               |                    | -                  | -                  |             | -           | -           | 23     | 0      |
| Totale Córdoba    | Totale Córdoba    | Totale Córdoba    | 33         | 0          |                 | 6               | 0               |                    | -                  | -                  |             | -           | -           | 39     | 0      |
| 2019-2020         | FC Andorra        | SDB               | 26         | 1          | CR              | 1               | 0               |                    | -                  | -                  |             | -           | -           | 27     | 1      |
| 2020-2021         | FC Andorra        | SDB               | 13+6       | 0          | CR              | 0               | 0               |                    | -                  | -                  |             | -           | -           | 19     | 0      |
| Totale FC Andorra | Totale FC Andorra | Totale FC Andorra | 39+6       | 1+0        |                 | 1               | 0               |                    | -                  | -                  |             | -           | -           | 46     | 1      |
| 2021-2022         | Racing Ferrol     | PDR               | 35+1       | 0          | CR              | 1               | 0               |                    | -                  | -                  |             | -           | -           | 37     | 0      |
| 2022-2023         | Lugo              | SD                | 18         | 0          | CR              | 0               | 0               |                    | -                  | -                  |             | -           | -           | 18     | 0      |
| Totale carriera   | Totale carriera   | Totale carriera   | 218        | 6          |                 | 9               | 0               |                    | -                  | -                  |             | -           | -           | 227    | 6      |